# 菲利普·海因兹
菲利普·海因兹，MBE（1992年9月22日—）是一名英国男子场地自行车运动员，专攻于争先赛。他因为父亲是英国人，母亲是德国人而拥有双重国籍。一开始他代表德国参加青年比赛，2010年开始代表英国参赛。他曾参加2012年伦敦奥运和2016年里约奥运，两届奥运均在男子团体竞速赛上摘金。